# Couronne groenlandaise
La couronne groenlandaise (en groenlandais koruuni) était un projet de monnaie pour le Groenland. Actuellement, la monnaie en usage au Groenland est la couronne danoise. La couronne groenlandaise n'a pas pour vocation de devenir une monnaie indépendante mais une version régionale de la couronne danoise. Par conséquent elle n’aura pas de code monétaire ISO 4217 distinct. Même si la couronne groenlandaise est créée, la couronne danoise continuera de circuler séparément.

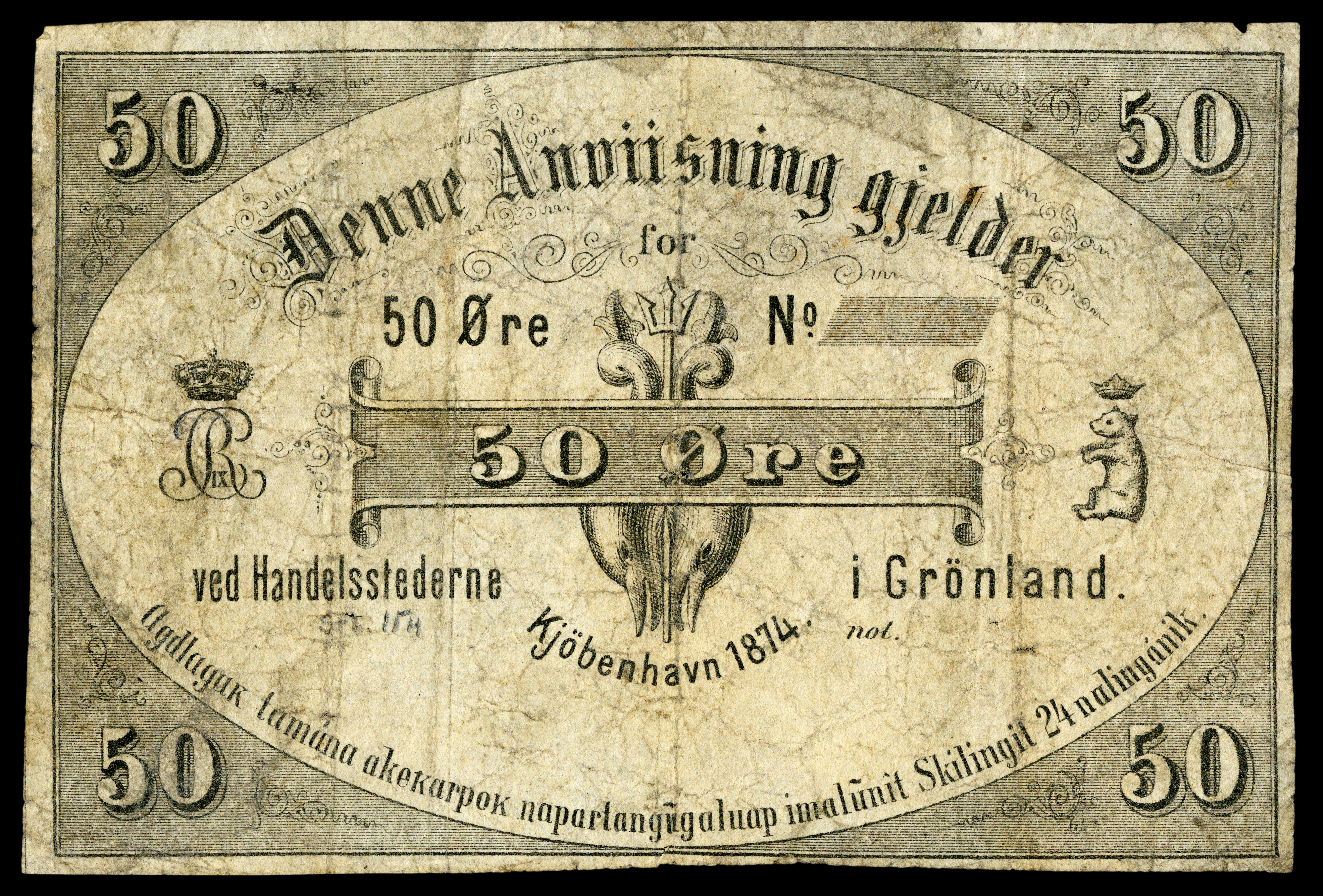
Premier billet de banque de 50 couronnes groenlandaises, 50 Øre (1874).

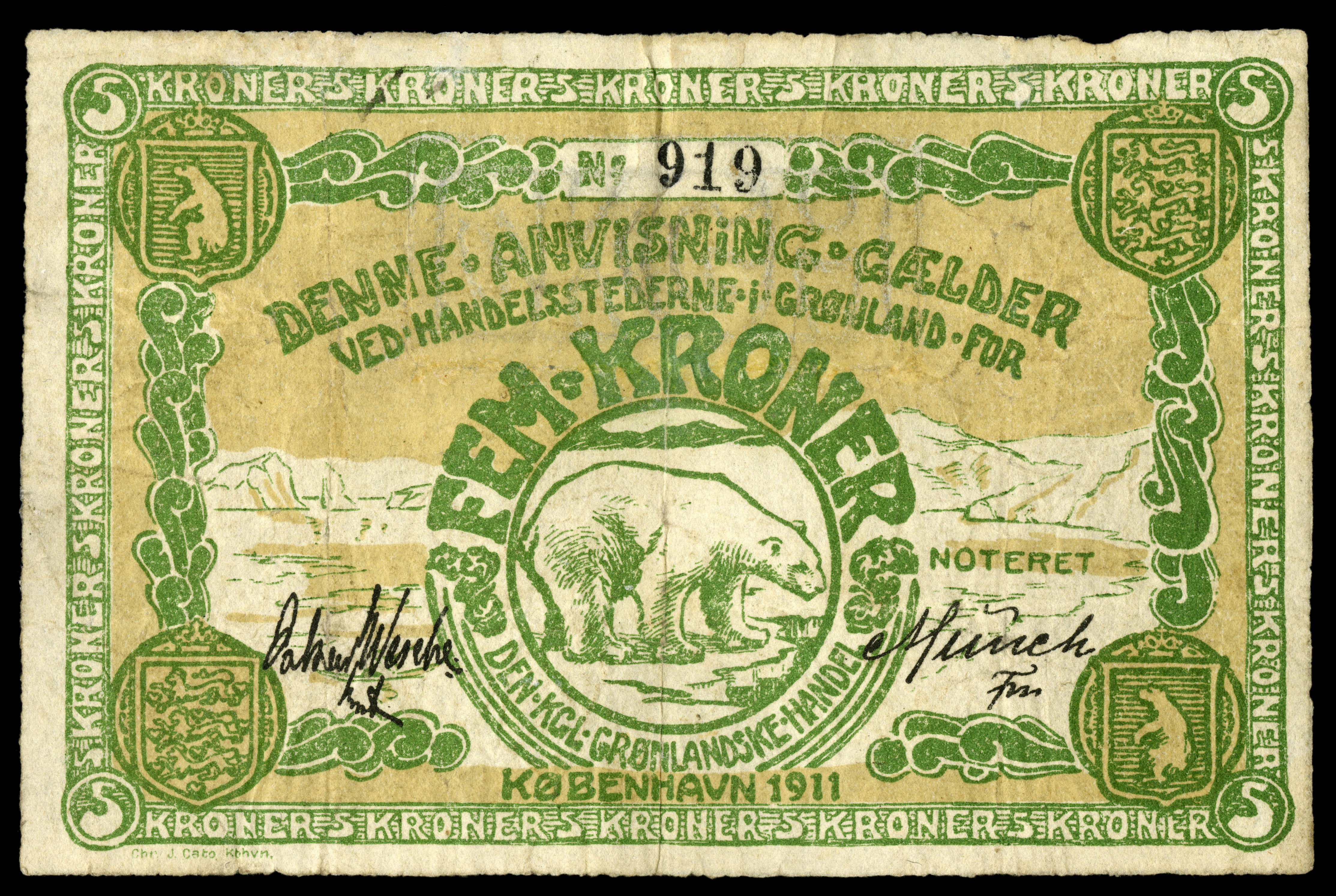
Billet de 5 couronnes groenlandaises (1911), imprimé par Den Kongelige Grønlandske Handel, et représentant un ours polaire.

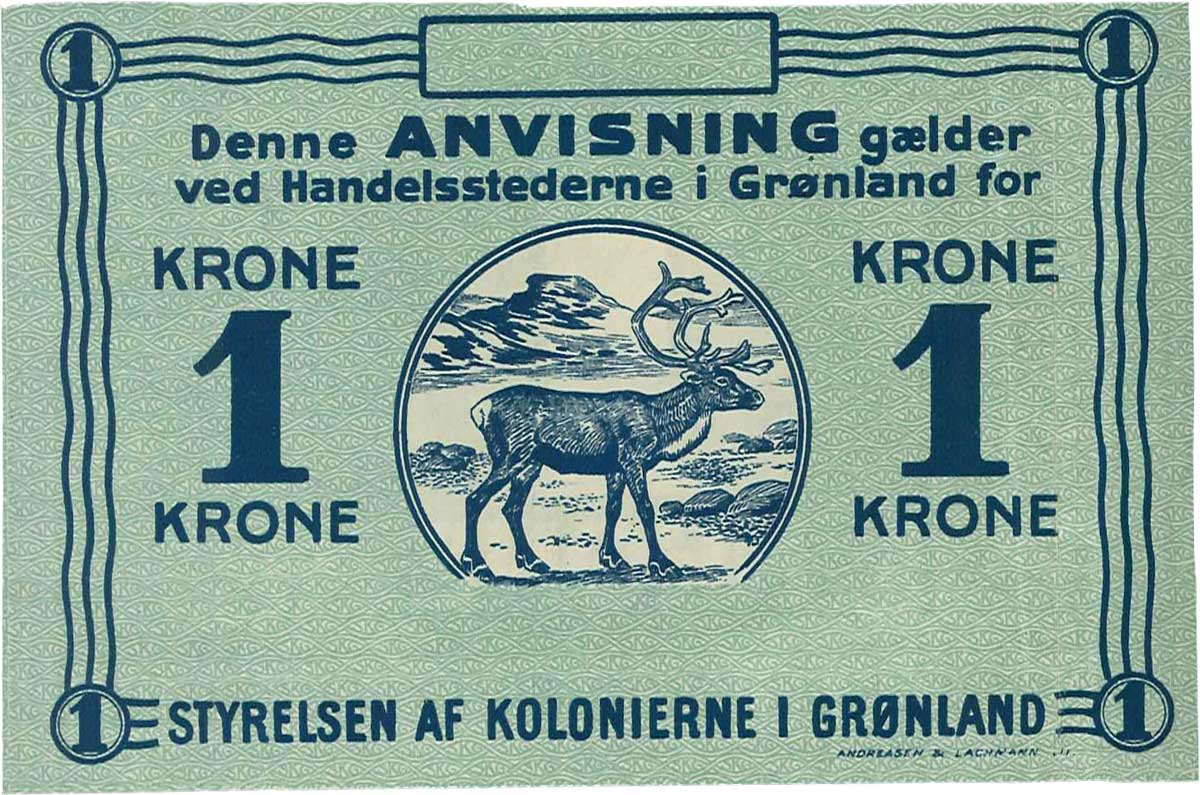
Une couronne groenlandaise de 1913.

## Histoire
Comme au Danemark, la couronne remplaça le rigsdaler en 1874 pour un taux de 2 kroner pour un 1 rigsdaler.

## Billets
La compagnie Den Kongelige Grønlandske Handel émet des billets de nécessité (ci-contre) à partir de 1874 jusque dans les années 1950.